# Pokrov (Ucraina)
Pokrov (in ucraino Покров?) è una città dell'Ucraina nel distretto di Nikopol', nell'oblast' di Dnipropetrovs'k. Ospita l'amministrazione della comunità territoriale di Pokrov, una delle comunità territoriali dell'Ucraina. Nel 2022 aveva una popolazione di 37 493 abitanti.
Fino al 18 luglio 2020 Pokrov era classificata come città di rilevanza regionale e costituiva un comune autonomo. Nell'ambito della riforma amministrativa dell'Ucraina, che ha ridotto a sette il numero dei distretti dell'oblast' di Dnipropetrovs'k, Pokrov è entrata a far parte del distretto di Nikopol'.

## Storia
La regione era abitata anticamente dagli Sciti, che hanno lasciato nei pressi della città un complesso di venti tumuli funerari (kurgan) risalenti all'età del bronzo e del ferro, di cui è particolarmente famoso quello chiamato Tolstaja Mogila (o Tovsta Mogila), una sepoltura reale del IV secolo a.C.
Attraversata dalla via commerciale tra i Vichinghi e i Bizantini e successivamente abitata dai cosacchi zaporoghi, l'area non ebbe però insediamenti stabili fino alla seconda metà dell'Ottocento, quando vi furono scoperti importanti giacimenti di manganese. Lo sfruttamento minerario cominciò nel 1886 e nacquero subito dei villaggi di minatori, in particolare Hirnyc'ke (Гірницьке), che oggi si trova a 10km a nord di Pokrov.
A seguito dell'ampliamento delle miniere, nel 1956 fu fondata Ordžonikidze, che prendeva il suo nome dall'uomo politico georgiano Sergo Ordžonikidze. Questo nome è stato usato fino al 1º maggio del 2016, quando è stato sostituito dal nuovo nome di Pokrov.

## Geografia
La città si trova nell'area del basso corso del Dnepr, a poca distanza dal grande lago artificiale di Kachovka, in una regione ondulata. 

## Economia
È sede di industrie estrattive e di lavorazione del manganese, chimiche (detergenti per uso casalingo) e tessili.